# Серравалле
Серравалле (итал. Serravalle) — крупнейший город-коммуна в Сан-Марино. Является самым северным городом в Сан-Марино.
Население составляет около 10 094 человека (2010).
Высота над уровнем моря — около 150 м.
Считается, что город был основан в 1463 году. В городе расположен ВТЦ Сан-Марино.

## Административное деление
Делится на 8 приходов:
- Ка-Раньи (Cà Ragni)
- Чинкуе Вие (Cinque Vie)
- Догана (Dogana)
- Фальчано (Falciano)
- Лесиньяно (Lesignano)
- Понте-Меллини (Ponte Mellini)
- Роверета (Rovereta)
- Вальюрата (Valgiurata)

## Спорт
В Серравалле расположена древняя крепость, часто посещаемая туристами. Около крепости расположен современный стадион на 5 тыс. зрителей, оборудованный пластиковыми сиденьями. На данном стадионе Сборная Сан-Марино по футболу часто проводит международные матчи. На этом же стадионе были одержаны две победы национальной сборной над сборной Лихтенштейна в обоих случаях со счётом 1:0. В Серравалле находится бейсбольный стадион, также там базируется ФК «Космос».

## Города-побратимы
- Ибарра, Эквадор